# Entercard
Entercard Group AB är en kreditkortsutgivare som marknadsför och erbjuder kreditkort och privatlån på den svenska, norska och danska marknaden. Bolaget som är ett samriskföretag mellan Barclays Bank och Swedbank hanterar över 1,6 miljoner kort i Norden och är ett av Skandinaviens största kreditinstitut. Entercard har Swedbank och ett flertal sparbanker runt om i Sverige som partners, samt organisationerna LO Mervärde (där de flesta LO-förbund ingår) och Golfförbundet. Entercard Group har drygt 400 anställda och kontor i Stockholm, Oslo, Trondheim och Köpenhamn.  Entercard Sverige AB ägs av Swedbank (60 %) och Barclays bank (40 %).

## Historia
Entercard etablerades ursprungligen 1999. År 2003 sålde dåvarande ägarna SpareBank 1-gruppen och Terra-Gruppen till FöreningsSparbanken AB, senare känt som Swedbank. Under 2005 sålde Terragruppen Swedbank 50 % av sina aktier till Barclays och startade detta samriskföretag.

## Betalkort
Entercard Group AB har följande kortprogram på den svenska marknaden:
- re:member kreditkort
- re:member privatlån
- Swedbanks samtliga betal- och kreditkort
- Sparbankernas betal- och kreditkort Classic Mastercard
- British Airways Visa
- MoreGolf Mastercard för medlemmar i Svenska Golfförbundet
- LO Mervärde Mastercard för medlemmar i LO förbund
- PRO Mervärde Mastercard
- Coop Mastercard